# Pedro Porro
Pedro Antonio Porro Sauceda ou plus simplement Pedro Porro, né le 13 septembre 1999 à Don Benito en Espagne, est un footballeur international espagnol qui évolue au poste d'arrière droit au Tottenham Hotspur.

## Biographie

### Gérone
Passé par le centre de formation du Rayo Vallecano, Pedro Porro rejoint le Girona FC en 2017. Il fait ses débuts avec l'équipe première le 28 novembre 2017, à l'occasion d'un match nul en Copa del Rey face au Levante UD (1-1). Il joue principalement avec l'équipe B lors de sa première saison au Girona.
Le 17 août 2018 Pedro Porro joue son premier match de Liga, contre le Real Valladolid (0-0).

### Real Valladolid
Pedro Porro est recruté par Manchester City le 8 août 2019, pour un contrat de cinq ans, mais il est prêté dans la foulée au Real Valladolid. Il joue son premier match pour Valladolid le 24 août suivant en étant titularisé au poste de milieu droit face au Real Madrid (1-1).

### Sporting Portugal
Le 15 août 2020, Pedro Porro est prêté pour deux ans au Sporting CP par Manchester City. Il arrive en même temps que Vitorino Antunes. Il joue son premier mach lors d'une rencontre de Liga NOS le 27 septembre 2020 en étant titularisé face au FC Paços de Ferreira lors de la deuxième journée de la saison 2020-2021. Il est titulaire et son équipe s'impose sur le score de deux buts à zéro ce jour-là.

### Tottenham Hotspur
Il rejoint en prêt le club de Tottenham et prend le numéro 23.
En juillet 2023, Tottenham lève l'option d'achat pour Pedro Porro. Le joueur s'engage définitivement pour un contrat de cinq ans, soit jusqu'en juin 2028. Pas titularisé lors de la première journée de championnat, il débute cependant les rencontres suivantes et est décisif notamment en délivrant sa première passe décisive de la saison pour Heung-min Son lors de la victoire 2-5 contre Burnley. Il est reconnu par les fans des Spurs comme un véritable guerrier ne lâchant jamais rien, en témoigne son match exceptionnel face à Chelsea le 6 novembre où malgré la défaite 1-4 il réalise une performance défensive splendide au même titre que son gardien Guglielmo Vicario, répétant les efforts.

### En sélection nationale
En mars 2019, Pedro Porro est sélectionné pour la première fois avec l'équipe d'Espagne espoirs. Il joue son premier match le 21 mars en étant titularisé face à la Roumanie (victoire 1-0 de l'Espagne). Il est de nouveau titulaire lors du match suivant, le 25 mars contre l'Autriche (3-0 pour l'Espagne).

## Statistiques
| Saison                | Club                     | Championnat           | Championnat | Championnat | Championnat | Coupe nationale | Coupe nationale | Coupe nationale | Coupe de la Ligue | Coupe de la Ligue | Coupe de la Ligue | Compétition(s) continentale(s) | Compétition(s) continentale(s) | Compétition(s) continentale(s) | Compétition(s) continentale(s) | Supercoupe de l'UEFA | Supercoupe de l'UEFA | Supercoupe de l'UEFA | Espagne | Espagne | Espagne | Total | Total | Total |
| Saison                | Club                     | Division              | M.          | B.          | P.d.        | M.              | B.              | P.d.            | M.                | B.                | P.d.              | Comp.                          | M.                             | B.                             | P.d.                           | M.                   | B.                   | P.d.                 | M.      | B.      | P.d.    | M.    | B.    | P.d.  |
| 2017-2018             | Girona FC                | Liga                  | -           | -           | -           | 1               | 0               | 0               | -                 | -                 | -                 | -                              | -                              | -                              | -                              | -                    | -                    | -                    | -       | -       | -       | 1     | 0     | 0     |
| 2018-2019             | Girona FC                | Liga                  | 32          | 0           | 4           | 2               | 1               | 0               | -                 | -                 | -                 | -                              | -                              | -                              | -                              | -                    | -                    | -                    | -       | -       | -       | 34    | 1     | 4     |
| Sous-total            | Sous-total               | Sous-total            | 32          | 0           | 4           | 3               | 1               | 0               | -                 | -                 | -                 | -                              | -                              | -                              | -                              | -                    | -                    | -                    | -       | -       | -       | 35    | 1     | 4     |
| 2019-2020             | Real Valladolid (prêt)   | Liga                  | 13          | 0           | 0           | 2               | 0               | 0               | -                 | -                 | -                 | -                              | -                              | -                              | -                              | -                    | -                    | -                    | -       | -       | -       | 15    | 0     | 0     |
| 2020-2021             | Sporting CP (prêt)       | Liga NOS              | 30          | 3           | 2           | 2               | 0               | 0               | 3                 | 1                 | 0                 | C3                             | 2                              | 0                              | 0                              | -                    | -                    | -                    | 2       | 0       | 0       | 39    | 4     | 2     |
| 2021-2022             | Sporting CP (prêt)       | Liga NOS              | 23          | 4           | 1           | 4               | 0               | 1               | 1                 | 0                 | 0                 | C1                             | 7                              | 1                              | 0                              | -                    | -                    | -                    | -       | -       | -       | 35    | 5     | 2     |
| 2022-2023             | Sporting CP              | Liga NOS              | 14          | 2           | 0           | 1               | 0               | 0               | 6                 | 1                 | 0                 | C1                             | 5                              | 0                              | 0                              | -                    | -                    | -                    | -       | -       | -       | 26    | 3     | 0     |
| Sous-total            | Sous-total               | Sous-total            | 67          | 9           | 3           | 7               | 0               | 1               | 10                | 1                 | 0                 | -                              | 14                             | 1                              | 0                              | -                    | -                    | -                    | 2       | 0       | 0       | 100   | 11    | 4     |
| 2022-2023             | Tottenham Hotspur (prêt) | Premier League        | 15          | 3           | 3           | 1               | 0               | 0               | -                 | -                 | -                 | C1                             | 1                              | 0                              | 0                              | -                    | -                    | -                    | -       | -       | -       | 17    | 3     | 3     |
| 2023-2024             | Tottenham Hotspur        | Premier League        | 34          | 4           | 7           | 2               | 1               | 0               | -                 | -                 | -                 | -                              | -                              | -                              | -                              | -                    | -                    | -                    | 1       | 0       | 0       | 37    | 5     | 7     |
| 2024-2025             | Tottenham Hotspur        | Premier League        | 33          | 2           | 6           | 2               | 0               | 0               | 2                 | 0                 | 0                 | C3                             | 13                             | 2                              | 3                              | -                    | -                    | -                    | 7       | 0       | 2       | 57    | 4     | 11    |
| 2025-2026             | Tottenham Hotspur        | Premier League        | 1           | 0           | 0           | 0               | 0               | 0               | 0                 | 0                 | 0                 | C1                             | 0                              | 0                              | 0                              | 1                    | 0                    | 1                    | 0       | 0       | 0       | 2     | 0     | 1     |
| Sous-total            | Sous-total               | Sous-total            | 83          | 8           | 16          | 5               | 1               | 0               | 2                 | 0                 | 0                 | -                              | 14                             | 2                              | 3                              | 1                    | 0                    | 1                    | 8       | 0       | 2       | 113   | 11    | 22    |
| Total sur la carrière | Total sur la carrière    | Total sur la carrière | 195         | 17          | 23          | 16              | 2               | 1               | 12                | 1                 | 0                 | -                              | 28                             | 3                              | 3                              | 1                    | 0                    | 1                    | 10      | 0       | 2       | 262   | 23    | 30    |

## Palmarès

### En club

#### Sporting CP
- Champion du Portugal en 2021
- Vainqueur de la Coupe de la Ligue portugaise en 2021
- Élu meilleur latéral de la ligue portugaise en 2020 - 2021 - 2022

#### Tottenham Hotspur
- Vainqueur de la Ligue Europa en 2025[14]’[15]

### En sélection

#### Espagne
- Vainqueur de l’ Euro 2024.
- Finaliste de la Ligue des nations en 2021 et en 2025.